# Малоалександровка (Луганская область)
Малоалександровка (укр. Малоолександрівка) — село, относится к Троицкому району Луганской области Украины.
Население по переписи 2001 года составляло 435 человек. Почтовый индекс — 92143. Телефонный код — 6456. Занимает площадь 32,4 км². Код КОАТУУ — 4425487003.

## Местный совет
92142, Луганська обл., Троїцький р-н, с. Тимонове, пров. Центральний, 6  (укр.)